# بيرتون سميث
بورتون سميث (بالإنجليزية: Burton Smith)‏ هو عالم حاسوب أمريكي، ولد في 21 مارس 1941 في تشابل هيل في الولايات المتحدة، وتوفي في 3 أبريل 2018 في بورين في الولايات المتحدة. سميث كان زميلًا تقنيًا في مايكروسوفت.

## التعليم
تخرج سميث من مدرسة كيت في كاربينتريا، كاليفورنيا في عام 1958، حيث أسس نفسه كطالب موهوب في العلوم والرياضيات. مع إيلاء اهتمام خاص بالكيمياء، احتل المرتبة الثالثة في مسابقة على مستوى الولاية.  ثم انتقل سميث إلى كلية بومونا في كليرمونت بولاية كاليفورنيا لدراسة الفيزياء. انتقل من بومونا إلى جامعة نيو مكسيكو بعد عامه الجديد، لكنه كان لا يزال غير راضٍ عن تعليمه، وبعد ذلك خرج من الكلية بالكامل للانضمام إلى البحرية. قضى سميث أربع سنوات مع الجيش قبل العودة إلى جامعة نيو مكسيكو، وتغيير دراساته من الفيزياء إلى الهندسة الكهربائية، وتخرج مع مرتبة الشرف بامتياز. في عام 1967. رفض سميث قبول بيركلي وستانفورد لحضور معهد ماساتشوستس للتكنولوجيا لمتابعة دراسته، مستشهداً بحزمة مساعدات مالية كسبب وراء قراره. جزء من حزمة المساعدات هذه كان عبارة عن دراسة عمل طلبت من سميث المساعدة في بناء قاعدة بيانات لقسم علوم الكمبيوتر بالجامعة، وهي واحدة من تجارب سميث الأولى والتكوينية مع أجهزة الكمبيوتر.  حصل على درجة علمية من معهد ماساتشوستس للتكنولوجيا في عام 1972. 

## المهنة
- من 1970 إلى 1979 ، درس في معهد ماساتشوستس للتكنولوجيا وجامعة كولورادو. ثم أمضى سميث ست سنوات في شركة Denelcor Inc. في كولورادو، حيث شغل منصب نائب رئيس الأبحاث والتطوير. كان المهندس المعماري الرئيسي لمعالج عنصر Denelcor Heterogeneous Processor (HEP).
- من عام 1985م إلى عام 1988 ، كان سميث زميلًا لمعهد أبحاث الحوسبة الفائقة بمعهد أبحاث الدفاع. [6] وشارك سميث في تأسيس شركة Tera Computer Company.
- من عام 1988 حتى عام 2005 شغل منصب كبير علماءها وعضو مجلس الإدارة. وكان أيضًا رئيس مجلس إدارة الشركة من عام 1988 حتى عام 1999. [6][8] في عام 2000 ، استحوذت Tera على وحدة أعمال Cray Research من شركة Silicon Graphics ، وأطلق عليها اسم Cray Inc ..
- في ديسمبر من عام 2005 ، تم تعيين سميث من قبل مايكروسوفت كزميل فني ، والعمل مع مجموعات مختلفة داخل الشركة لتحديد وتوسيع نطاق الجهود في مجالات الحوسبة المتوازية وعالية الأداء. [6]

## جوائز
حصل سميث على جائزة Eckert-Mauchly لعام 1991 من معهد المهندسين الكهربائيين والإلكترونيين (IEEE) ورابطة آلات الحوسبة. في عام 2003 ، حصل على جائزة سيمور كراي لعلوم وهندسة الكمبيوتر من جمعية IEEE للكمبيوتر، وانتخب في الأكاديمية الوطنية للهندسة. حصل على جائزة تشارلز باباج لجهاز الكمبيوتر IEEE وانتخب زميلًا للأكاديمية الأمريكية للفنون والعلوم في عام 2010.

## موته
توفي سميث 2 أبريل 2018 ، في المستشفى الإقليمي في المركز الطبي Highline في بوريان، واشنطن.